# 普雷里縣 (阿肯色州)
普雷里縣（英語：Prairie County）是美国阿肯色州東部的一個縣，面積1,750平方公里。根据2020年美國人口普查，共有人口8,282人。郡治有二：德瓦尔斯布拉夫（De Valls Bluff）及德薩克（Des Arc）。
該縣成立於1846年11月25日，縣名是「大草原」的意思，指的是當地的自然環境。當地也是一種名為「斯特恩枸杞」的灌木的唯一產地，其數量只有二十五株。